# Caféiculture en Thaïlande

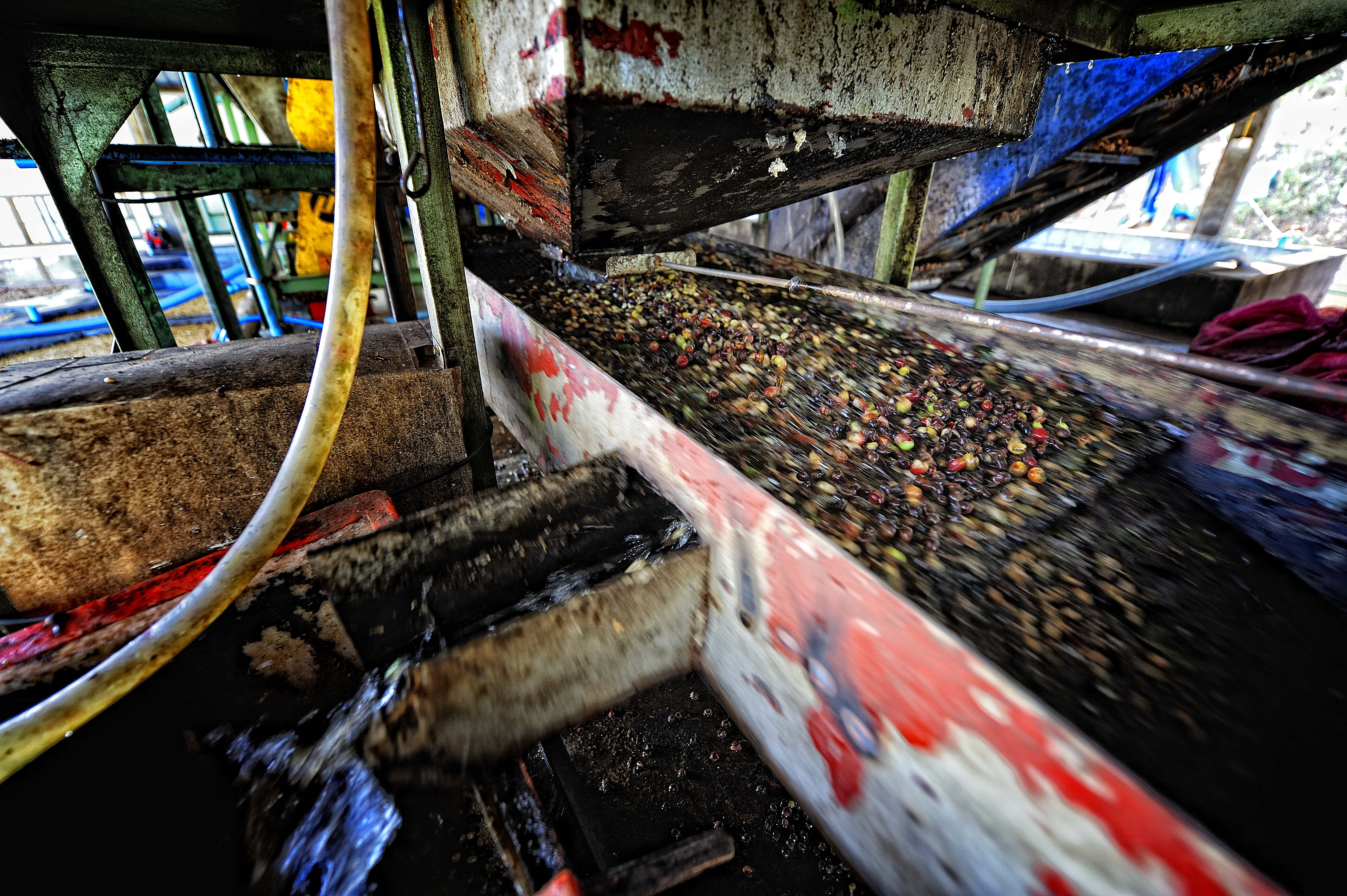
La production de café, Doi Chang

Thaïlande (anciennement Siam) est l'un des meilleurs café de producteurs dans le monde en 2014. Le pays est classé au troisième rang de la production de café des pays de l'Asie avec le café robusta représente 99 % de sa production.

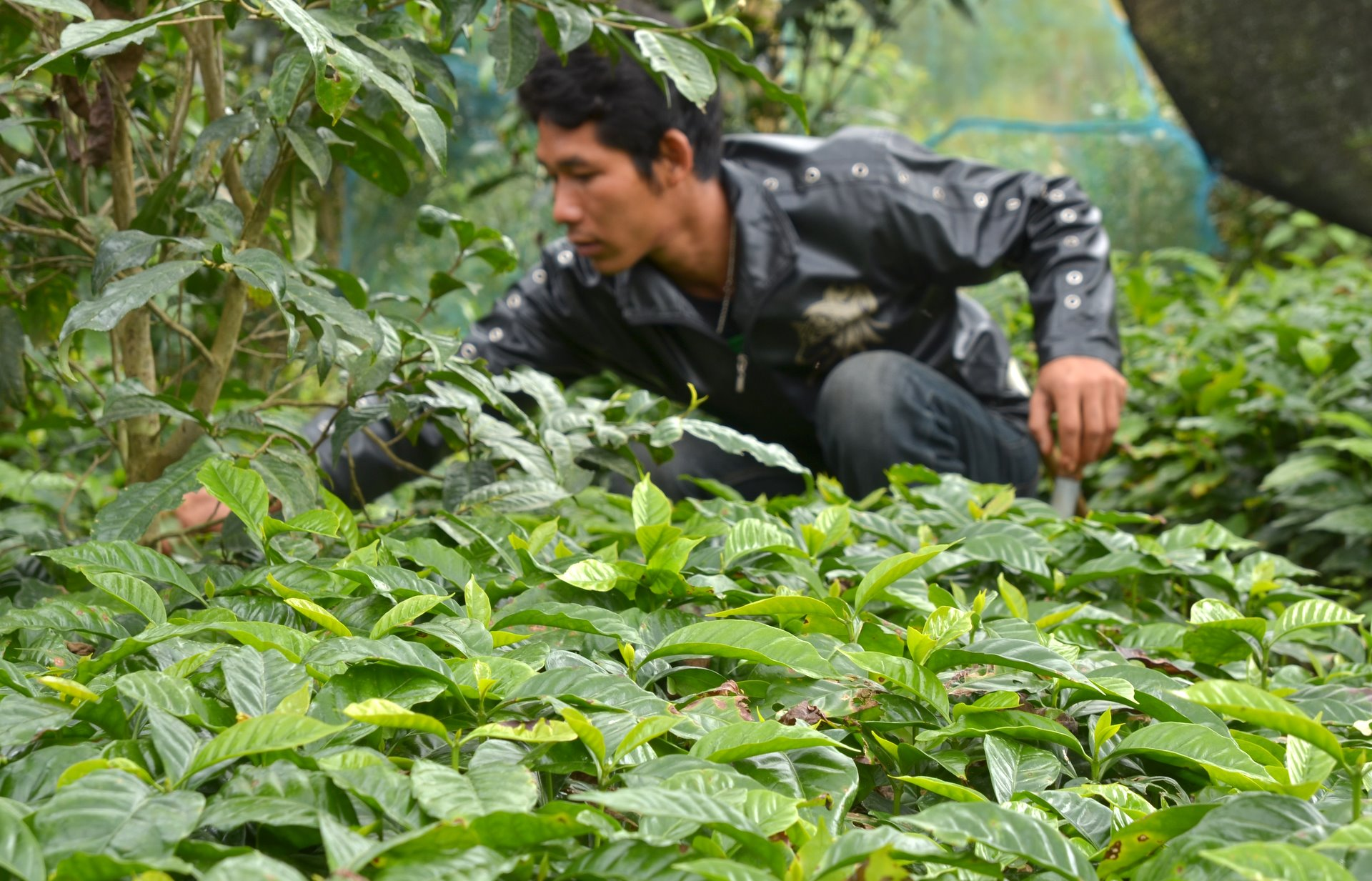
Pépinière de café, de Mae Chan, District, Province de Chiang Rai

## L'histoire
La Thaïlande est venue tard à la production de café. Dans les années 1970, le Roi Bhumibol Adulyadej a lancé une série de projets caféiers dans le nord pour aider les collectivités locales à développer des cultures de rente comme le café, qui constitue une alternative à la culture de l'opium et du pavot. la Thaïlande est devenue un exportateur de café en 1976.

## La Production
En général, le café Arabica est cultivé dans le nord de la Thaïlande et le robusta dans le sud.
Le café Robusta (Coffea canephora) est cultivé principalement dans les provinces de Chumphon, Surat Thani, Nakhon Si Thammarat, Krabi, Phang Nga, et Ranong. Le café est cultivé sur 67,832 hectares. la production de Café dans la partie sud du pays est de 80 000 tonnes de café robusta. Un quart du café robusta est pour la consommation domestique, la forme soluble, de grillé, de la poudre, et les conserves de café.
Environ 500 tonnes de café Arabica est produit dans le nord de la Thaïlande. La production de café se situe dans le nord de la région de la frontière entre la Birmanie et le Laos, connu sous le nom (Triangle d'Or). Le café Arabica est une bonne variété, par son rendement, profitable à toutes les catégories d'agriculteurs, y compris les personnes exploitant des fermes dans les régions de collines. le "café biologique" est considéré comme approprié à la culture, dans les montagnes, avec une élévation de la plage de 800 m / 2 625 pi à 1 200 m / 3 937 pi. Le café est cultivé à la fois dans des zones ombragées et dans des zones ouvertes, en plein soleil. La culture intercalaire est également pratiquée dans les zones de collines le long avec des arbres fruitiers.
Selon la FAO, les statistiques pour l'année 2013 montrent que la production de café a été de 50 000 tonnes cultivées sur de 51 000 hectares. Le rendement moyen était de 980 kg à l'hectare, ce qui place la Thaïlande au 18e rang mondial. En 2015, les deux types de café, de Doi Tung et Doi Chang, ont reçu l'appellation d'origine protégée (AOP), accordé par  l'Union Européenne. La désignation est comparable à celles accordés au "Champagne", au "jambon de Parme", ou au "Bordeaux".